# Pokr Ajrum
Pokr Ajrum – wieś w Armenii, w prowincji Lorri. W 2011 roku liczyła 160 mieszkańców.